# عمار سولوئف
عمار سولوئف (انگلیسی: Amar Suloev; ۷ ژانویهٔ ۱۹۷۶ – ۲۷ ژوئن ۲۰۱۶) ورزشکار هنرهای رزمی ترکیبی اهل ارمنستان بود.